# クレツァク

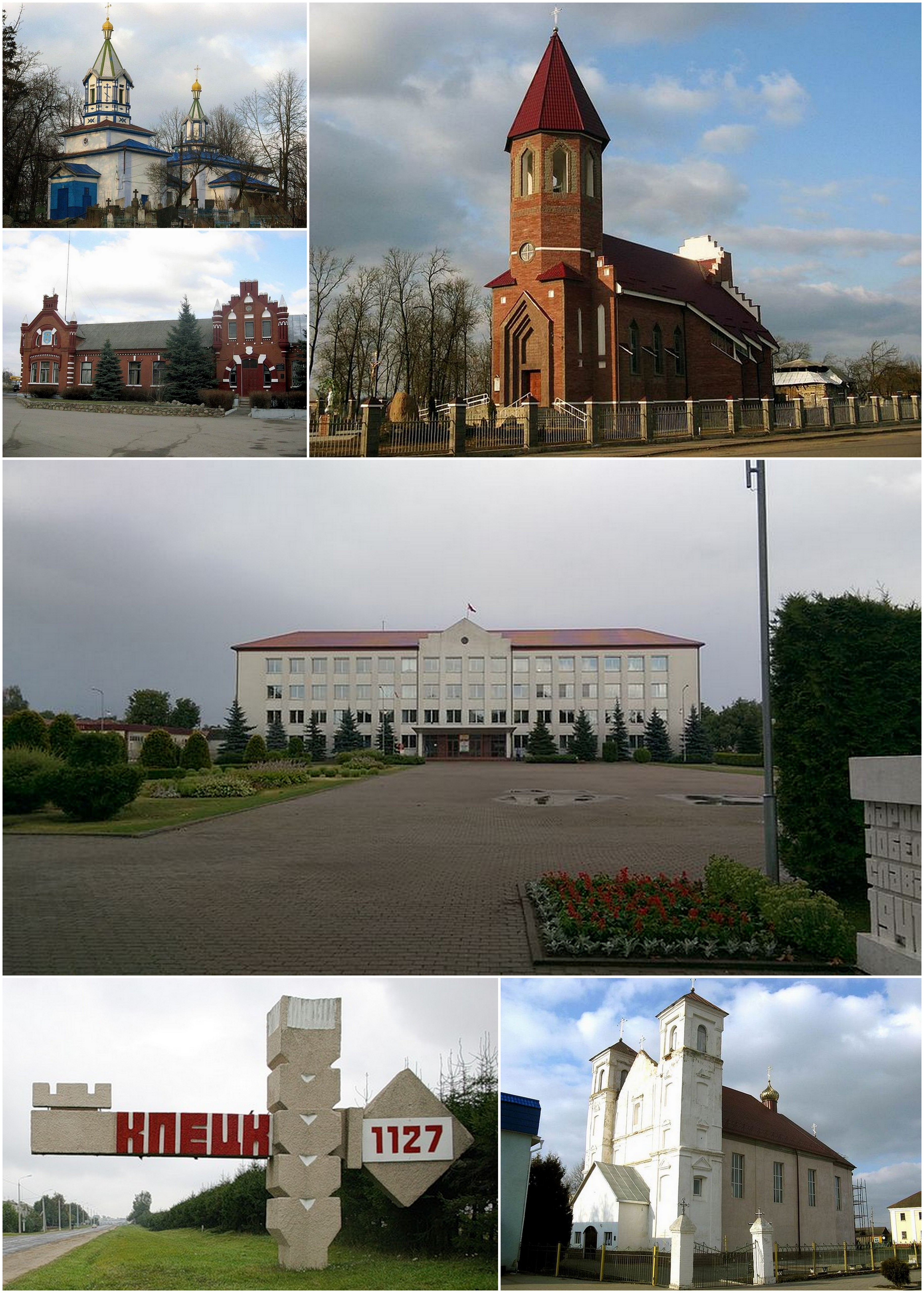
クレツァク

クレツァク、クレツク（ベラルーシ語: Клецк（タラシケヴィツァ：Кле́цак）, ポーランド語: Kleck, 英語: Kletsk）は、ミンスク州クレツァク郡に位置する都市。人口は11.000人。

## 歴史
町の創設は11世紀と信じられているが、ユダヤ教徒コミュニティーとしては1522年に遡る。
1522年9月5日にジクムント王によって発行された文書に、クレツクの旅館と他の財源の賃貸借契約としてブジェシチのユダヤ人イツホク・ヨセフォヴィチ（Isaac Jesofovitch）に三年間300コップ・グロッシェン "kop groschen" が授与されたことが書かれている。
ロシア帝国時代はミンスク県に属し、人口は1903年の段階で8000人、そのうち6000人がユダヤ人だった。
クレツキー（パヴェウ・クレツキ）、クレツキン（Kleckin）といった姓はこの町の出身者であることを示している。

## ゆかりの人物
- スタニスワフ・キシュカ　Stanisław Kiszka
- アルブレフト・アントニ・ヴィルヘルム・ラジヴィウ　Albrecht Antoni Wilhelm Radziwiłł
- ミハウ・ヒエロニム・ラジヴィウ　Michał Hieronim Radziwiłł
- ドミニク・ミコワイ・ラジヴィウ
- ユゼフ・ミコワイ・ラジヴィウ　Józef Mikołaj Radziwiłł

リトアニアのラジヴィウ家のメンバーと関係がある。